# قضقاض حامل الصوف
قضقاض حامل الصوف أو القطينة أو قضقاض السداة (الاسم العلمي: Bassia eriophora)، نبات عشبي حولي مُزهر من جنس القضقاض المنتمي إلى القطيفية. أعطانها الأصلية في شبه الجزيرة العربية وبلاد الشام والعراق ومصر وباكستان وإيران وآسيا الوسطى وأفغانستان ومنغوليا وتركستان الشرقية.